# دامیر کرزنار
دامیر کرزنار (کرواتی: Damir Krznar؛ زادهٔ ۱۰ ژوئیهٔ ۱۹۷۲) بازیکن سابق و مربی فوتبال اهل کرواسی است.
از باشگاه‌هایی که در آن بازی کرده‌است می‌توان به باشگاه فوتبال اینتر زاپرشیچ، باشگاه فوتبال دینامو زاگرب، و باشگاه فوتبال واراژدین اشاره کرد.
وی همچنین در تیم ملی فوتبال کرواسی بازی کرده‌است.